# Shauna Mullin
Shauna Mullin (Johannesburg, 11 settembre 1984) è un'ex pallavolista e giocatrice di beach volley scozzese.

## Biografia
Dopo aver iniziato la sua carriera sportiva come pallavolista, ed aver disputato anche alcune partite con la nazionale scozzese, ha deciso di abbandonare la carriera indoor per dedicarsi al beach volley.
Ha debuttato nel circuito professionistico internazionale il 7 agosto 2007 a Kristiansand, in Norvegia, in coppia con Zara Dampney piazzandosi in 41ª posizione. Il 15 agosto 2009 ha ottenuto il suo miglior risultato in una tappa del World tour, nuovamente a Kristiansand e sempre insieme a Zara Dampney cogliendo la nona piazza.
Ha preso parte all'edizione dei Giochi olimpici di Londra 2012 dove si è classificata al diciassettesimo posto con Zara Dampney.
Ha preso parte altresì a due edizioni dei campionati mondiali ottenendo come miglior risultato la diciassettesima posizione a Roma 2011 con Zara Dampney.